# Ольви
«О́льви» — российская хеви-метал-группа, основанная в 2001 году в Москве.

## История
Название группы происходит от имени Сольвейг — героини драмы Генрика Ибсена «Пер Гюнт», и является одним из вариантов чтения этого имени.
Днём рождения группы «Ольви» принято считать 3 ноября 2001 года. В этот день состоялась первая репетиция молодого коллектива в составе Тимофея Щербакова, который играл на гитаре, вокалиста-гитариста Александра Разина, Дениса Кабанова на бас-гитаре, а также ещё одного человека за барабанами. Основной движущей силой группы с момента основания и по сей день является Тимофей Щербаков, который также написал большинство песен команды. В январе 2002 года к группе присоединяется барабанщик Юрий Забельников.
22 мая 2002 года состоялся первый концерт группы на фестивале «Время Рок» в МГТУ им.Баумана, где Ольви выступает со своим материалом. С июля по август на студии «R-Sound» группа записывает свой первый демо-альбом «Оступиться» под руководством Сергея Терентьева и Сергея Рыбина. Альбом вышел в сентябре 2002 года, после чего последовал ряд концертов.
В июне 2003 года было принято решение о поиске нового бас-гитариста, и с группой начинает репетировать Андрей Сергеев. В сентябре в связи с разногласиями группу покинули Александр Разин и Денис Кабанов. Одновременно с этим, в октябре группа начинает запись новых песен. В ноябре место гитариста занимает Сергей Долбнев. В 2004 году группа заканчивает запись инструментальной части 10 композиций. За это время стала сотрудничать с авторами текстов Анной Балашовой и Маргаритой Пушкиной. Но оставался неясным вопрос по поводу вокалиста. За всё время записи нового альбома в Ольви попробовались петь около 20 человек (в том числе Владимир Королев, Виктор Лысый и др.), после чего в феврале 2005 года в коллективе появился вокалист Андрей Лобашёв. И, к концу 2005 года, была полностью окончена запись нового альбома. В феврале 2006 года Ольви прекращает своё сотрудничество со студией «R-Sound». В поисках идеальной студии для завершения работы над альбомом, который получил название по одной из песен «Тьма и свет», в марте 2006 года Ольви приходит к Максиму Самосвату, на его только что открывшуюся студию. Тогда же в целях утяжеления материала было принято решение переписать часть инструментальных треков. Летом 2006 года происходит сведение альбома Максимом Самосватом и Томом Токмаковым (экс-Mechanical Poet). В июле Ольви выступает на фестивале Эммаус 2006, а в сентябре подписывает контракт с лейблом CD-Maximum на издание дебютного альбома «Тьма и свет», который вышел 26 октября 2006 года. После этого последовал ряд концертов в поддержку альбома. Последний концерт с программой с альбома «Тьма и свет» состоялся 21 сентября 2007 года.
14 марта 2007 года группу покидает бас-гитарист Андрей Сергеев, на место которого приходит Илья Егорычев. С осени по весну 2008 года Ольви записывает свой второй альбом. А в мае 2008 года команду покидает барабанщик Юрий Забельников. Начинаются поиски ударника. На это место пробовались несколько музыкантов, однако ни один из них не устроил группу, поэтому для записи следующего студийного альбома, получившего название «Последнее небо», музыканты пригласили барабанщика Дмитрия Кривенкова (Эпидемия, экс-Легион). Весной 2008 года барабанщиком группы стал Денис Золотов. В таком составе группа выступает на фестивалях Мотоярославец 2008 и Нашествие 2008, а также на выставке Музыка-Москва-2008. 5 марта 2009 года вышел альбом «Последнее небо».
11 декабря 2009 года у Ольви вышел мини-альбом, получивший название «Сказочный сон». На диске представлено 5 баллад, написанных в разное время и не вошедших по тем или иным причинам в номерные альбомы.
В декабре 2009 года Ольви прекращает свою деятельность по решению Тимофея Щербакова. 13 декабря 2009 года состоялся последний концерт группы.
9 ноября 2012 года появилась информация о репетиции группы в новом составе. А 6 февраля 2013 года на официальной странице в «ВКонтакте» было объявлено о возвращении группы в новом составе. Новым бас-гитаристом группы стал Максим Мацюк, а барабанщиком Антон Смольянин. Весной состоялись первые, после возвращения, концерты.
Весной 2013 года группа участвует в совместным концерте с такими коллективами как Arda, Korsика и другие. В планах Ольви на ближайшее время запись нового альбома.
16 сентября 2014 года стало известно, что коллектив покидает Андрей Лобашёв, и группа объявила конкурс на место вокалиста. 31 октября было объявлено, что конкурс завершён, но имя нового вокалиста пока не разглашается.
30 апреля 2015 года в официальном сообществе группы в сети ВКонтакте было объявлено, что Ольви уходит в историю, а новый материал будет исполняться под новым названием SunBurst в составе: Щербаков, Смольянин, Булатов, Максим Самосват и Владимир Насонов.
В 2019 году музыканты возобновили репетиции.  
А 13 марта 2020 года группа провела впервые за 5 лет свой единственный концерт в московском Crystal Hall. В концерте приняли участие Андрей Лобашёв, Тимофей Щербаков, Сергей Долбнев, Илья Егорычев и Антон Смольянин. После этого, в связи с пандемией коронавируса COVID-19, деятельность группы была приостановлена. 

## Состав
| - Андрей Лобашев — вокал (2005—2009, 2013—2015, 2020-наст.время) - Тимофей Щербаков — гитара (2001—2009, 2013—2015, 2020-наст.время) - Сергей Долбнев — гитара (2003—2009, 2013—2015, 2020-наст.время) - Илья Егорычев — бас-гитара (2007-2009, 2020-наст.время) - Сергей Серебрянников — барабаны (2022—наст.время) Вокалисты: - Александр Разин (2001—2003) (также гитара) Басисты: - Денис Кабанов (2001—2003) - Андрей Сергеев (2003—2007) - Макс Мацюк (2013-2015) Барабанщики: - Юрий Забельников (2001—2008) - Денис Золотов (2008—2009) - Антон Смольянин (2013-2015, 2019—2021) |

Состав по годам

## Дискография

### Альбомы
- Оступиться (2002)
- Тьма и свет (2006)
- Последнее небо (2009)

### Мини-альбом
- Сказочный сон (2009)